# Pommeret
Pommeret är en kommun i departementet Côtes-d'Armor i regionen Bretagne i nordvästra Frankrike. Kommunen ligger i kantonen Lamballe som tillhör arrondissementet Saint-Brieuc. År 2022 hade Pommeret 2 119 invånare.

## Befolkningsutveckling
Antalet invånare i kommunen Pommeret
Referens:INSEE